# Vigolen e Ausil
Vigolen e Ausil (francès Vigoulet-Auzil) és un municipi francès del departament de l'Alta Garona a la regió d'Occitània.